# Peter Stampfel
Peter Stampfel (* 29. října 1938 Wauwatosa) je americký zpěvák, banjista a houslista. Vyrůstal v Milwaukee a v roce 1959 se usadil v New Yorku. V roce 1964 založil se Stevem Weberem skupinu (původně duo, později rozšířené o další hudebníky) The Holy Modal Rounders. S několika přestávkami byla kapela aktivní až do počátku 21. století a vydala devět studiových alb. Oba rovněž krátce působili v rané sestavě skupiny The Fugs. Dále vydal několik vlastních alb za doprovodu různých skupin. Hostoval také na nahrávkách skupin They Might Be Giants a Yo La Tengo a zpěvačky Patti Smith.

## Diskografie (výběr)
- The Holy Modal Rounders (The Holy Modal Rounders, 1964)
- The Holy Modal Rounders 2 (The Holy Modal Rounders, 1965)
- The Fugs First Album (The Fugs, 1965)
- Virgin Fugs (The Fugs, 1967)
- Indian War Whoop (The Holy Modal Rounders, 1967)
- The Moray Eels Eat The Holy Modal Rounders (The Holy Modal Rounders, 1968)
- Good Taste Is Timeless (The Holy Modal Rounders, 1971)
- Alleged in Their Own Time (The Holy Modal Rounders, 1975)
- Last Round (The Holy Modal Rounders, 1978)
- Going Nowhere Fast (The Holy Modal Rounders, 1981)
- Peter Stampfel & The Bottlecaps (Peter Stampfel & The Bottlecaps, 1986)
- The People's Republic Of Rock N' Roll (Peter Stampfel and the Bottle Caps, 1989)
- Fakebook (Yo La Tengo, 1990)
- Apollo 18 (They Might Be Giants, 1992)
- You Must Remember This… (Peter Stampfel, 1995)
- Too Much Fun! (The Holy Modal Rounders, 1999)
- The Jig Is Up (Peter Stampfel and the Bottle Caps, 2004)
- Twelve (Patti Smith, 2007)
- Dook of the Beatniks (Peter Stampfel, 2009)
- Outertainment (Peter Stampfel & Baby Gramps, 2010)
- Ass in the Air (Peter Stampfel a Zoë Stampfel, 2010)
- Come On Board (Peter Stampfel a Jeffrey Lewis, 2011)
- A Sure Sign of Something (Peter Stampfel & The Worm All-Stars, 2011)
- Live! (Peter Stampfel, 2012)
- The Sound of America (Peter Stampfel & The Ether Frolic Mob, 2013)
- Better Than Expected (Peter Stampfel a The Brooklyn & Lower Manhattan Banjo Squadron, 2015)
- Holiday for Strings (Peter Stampfel a The Brooklyn & Lower Manhattan Fiddle/Mandolin Swarm, 2016)
- The Cambrian Explosion (Peter Stampfel a The Atomic Meta Pagans, 2017)
- The American 20th Century in 100 Songs, Volume 1 (Peter Stampfel, 2018)
- The Ordovician Era! (Peter Stampfel a The Atomic Meta Pagans, 2019)
- Demo '84 (Peter Stampfel and the Bottle Caps, 2020)